# Kuranda nationalpark
Kuranda nationalpark är en nationalpark i Australien.   Den ligger i delstaten Queensland, i den nordöstra delen av landet, 2 100 km norr om huvudstaden Canberra. Kuranda National Park ligger 624 meter över havet.
I omgivningarna runt Kuranda nationalpark växer i huvudsak städsegrön lövskog.